# Partido da Coligação Liberal
O Partido da Coligação Liberal (em sueco: Liberala samlingspartiet) foi um partido político Sueco, representado no parlamento nacional durante o período compreendido entre 1900 e 1924. Esteve no poder entre 1905 e 1906, e entre 1911 e 1914, sob a liderança de Karl Staaff. Voltaram novamente ao poder entre 1917 e 1920, desta feita com a liderança de Nils Edén.
Em 1920, o partido foi repartido em dois devido a uma política proibitiva de álcool, sendo que a facção pró-banimento formou um novo partido, o Frisinnade folkpartiet (Partido Popular de Espírito Livre).
Paralelamente à criação do novo partido, a facção anti-banimento criou igualmente uma nova formação política, o Partido Liberal da Suécia. Em 1934, ambos os partidos voltaram a reunir-se no Partido Popular, que persiste até aos dias de hoje.